# 1942.
◄ | 19. stoljeće | 20. stoljeće | 21. stoljeće | ►
◄ | 1910-ih | 1920-ih | 1930-ih | 1940-ih | 1950-ih | 1960-ih | 1970-ih | ►
◄◄ | ◄ | 1939. | 1940. | 1941. | 1942. | 1943. | 1944. | 1945. | ► | ►►
Arhitektura • Astronautika • Astronomija • Biologija • Film • Fotografija • Glazba • Kazalište • Kemija • Kiparstvo • Knjige • Književnost • Kršćanstvo • Meteorologija • Medicina • Planinarstvo • Politika • Pravo • Promet • Slikarstvo • Strip • Šport • Televizija • Znanost • Zrakoplovstvo • Željeznički promet
Važni događaji neodređenog datuma:
- Drugi svjetski rat: prekretnice na istočnom bojištu (Staljingradska bitka) i u ratu na Tihom oceanu.

## Događaji

### Siječanj
- 2. siječnja – Drugi svjetski rat: Japanci osvojili Manilu, glavni grad Filipina.
- 20. siječnja – Drugi svjetski rat: Nacisti dogovorili na Wannsee konferenciji sustavno i masovno istrebljenje židova (Holokaust).

### Travanj
- 1. travnja – Prvi oružani sukob ovdašnjih četnika i partizana, od kojih su većina bili dalmatinski. Hrvatske su partizane vodili Vicko Krstulović i Vice Buljan, (na pravoslavni Veliki četvrtak) u Marinkovcima, 10 km od Bosanskog Grahova prema Livnu.[1]

### Lipanj
- 2. lipnja – Utemeljena Slovačka akademija znanosti u Bratislavi.
- 4. lipnja – Drugi svjetski rat: počinje bitka kod Midwaya
- 7. lipnja – Mitropolit Germogen ustoličen za patrijarha Hrvatske pravoslavne crkve.

### Srpanj
- 1. srpnja – Drugi svjetski rat: počela prva bitka kod El Alameina

### Listopad
- 23. listopada – Drugi svjetski rat: počela druga bitka kod El Alameina

### Studeni
- 8. studenog – Operacija Baklja, britansko-američka invazija Francuske Sjeverne Afrike

### Prosinac
- 28. prosinca – Japansko zrakoplovstvo je bombardiralo indijski grad Kalkutu.

### Nepoznat nadnevak
- Geologinja Marguerite Williams postala prvom Afroamerikankom koja je obranila doktorat na nekom američkom sveučilištu, i to na Američkom katoličkom sveučilištu u Washingtonu.

## Rođenja

### Siječanj – ožujak
- 1. siječnja – Andrija Nikić, hrvatski književnik
- 5. siječnja – Zvonko Bogdan, pjevač vojvođanske pjesme
- 6. siječnja – Christopher Ferrara, američki pravnik, novinar, publicist i aktivist
- 17. siječnja – Muhammad Ali, američki boksač († 2016.)
- 25. siječnja – Eusébio, portugalski nogometaš porijeklom iz Mozambika († 2014.)
- 26. siječnja – Slaven Barišić, hrvatski fizičar i akademik († 2015.)
- 1. veljače – Terry Jones, britanski glumac i komičar
- 6. veljače – Gabriel Brnčić Isaza, čileanski skladatelj hrvatskoga podrijetla
- 23. veljače – Michael Haneke, austrijski redatelj i scenarist
- 28. veljače – Smiljan Dragan Kožul, hrvatski katolički svećenik († 2023.)
- 3. ožujka – Branimir Souček, hrvatsko-austrijski novinar († 2009.)
- 15. ožujka – Neda Bajsić, hrvatska glumica († 2012.)
- 25. ožujka – Aretha Franklin, američka soul pjevačica
- 27. ožujka – Michael York, engleski glumac

### Travanj – lipanj
- 6. travnja – Ivan Đuranec, hrvatski rukometaš († 2009.)
- 9. travnja – Petar Nadoveza, hrvatski nogometaš i trener  († 2023.)
- 17. travnja – Holm Sundhaussen, njemački povjesničar († 2015.)
- 24. travnja – Barbra Streisand, američka pjevačica, glumica i redateljica
- 20. svibnja – David Proval, američki glumac
- 15. lipnja – Silvije Degen, hrvatski odvjetnik
- 20. lipnja – Zdenka Vučković, hrvatska pjevačica
- 21. lipnja – Marina Matulović Dropulić, hrvatska političarka
- 29. lipnja – Mate Gulin, hrvatski glumac
- 3. svibnja – Julija Abakumovskaja, ruska mezzosopranska operna pjevačica

### Srpanj – rujan
- 9. srpnja – Željko Jandroković, hrvatski rukometaš († 2010.)
- 13. srpnja – Harrison Ford, američki glumac
- 16. srpnja – Margaret Court, australska tenisačica
- 25. srpnja – Ruža Pospiš Baldani, hrvatska operna pjevačica
- 29. srpnja – Tony Sirico, američki glumac
- 4. kolovoza – Don S. Davis, američki glumac († 2008.)
- 7. kolovoza – Ljubica Kolarić-Dumić, hrvatska književnica
- 7. kolovoza – Tobin Bell, američki glumac
- 15. kolovoza – Annie Le Brun, francuski pisac († 2024.)
- 21. kolovoza – Maria Kaczyńska, Prva dama Poljske (2005. – 2010.) († 2010.
- 25. kolovoza – Krešimir Vlašić Keco, hrvatski trubač, skladatelj, aranžer
- 1. rujna – Krsto A. Mažuranić, hrvatski književnik i prevoditelj († 2012.)
- 5. rujna – Nikola Kallay, hrvatski kemičar, akademik HAZU († 2015.)

### Listopad – prosinac
- 4. listopada – Jóhanna Sigurðardóttir, islandska političarka
- 11. listopada – Amitabh Bachchan, indijski glumac
- 26. listopada – Zdenko Runjić, hrvatski skladatelj i glazbenik († 2004.)
- 26. listopada – Bob Hoskins, britanski glumac († 2014.)
- 29. listopada – Bob Ross, Američki slikar i televizijski voditelj († 1995.)
- 15. studenog – Daniel Barenboim, argentinsko-izraelski pijanist i dirigent
- 2. prosinca – John D. Collins, britanski glumac
- 6. prosinca – Peter Handke, austrijski pisac
- 14. prosinca – Drago Mlinarec, hrvatski glazbenik, tekstopisac i skladatelj
- 19. prosinca – Milan Milutinović, srpski političar († 2023.)

## Smrti

### Siječanj – ožujak
- 13. siječnja – Eduard von Below, njemački general i vojni zapovjednik (* 1856.)
- 26. siječnja – Tadija Anušić, narodni heroj Jugoslavije
- 19. veljače – Kārlis Zāle, latvijski kipar i likovni umjetnik (* 1888.)
- 23. veljače – Stefan Zweig, austrijski književnik (* 1881.)
- 8. ožujka – José Raúl Capablanca, kubanski šahist i svjetski prvak u šahu od 1921-1927 (* 1888.)
- 12. ožujka
  - William Henry Bragg, engleski fizičar (* 1862.)
  - Robert Bosch, njemački tehničar, izumitelj i industrijalac (* 1861.)
- 26. ožujka – Alojzije Mišić, mostarsko-duvanjski biskup (* 1859.)

### Travanj – lipanj
- 13. travnja – Jan Vlašimsky, hrvatski skladatelj i zborovođa češkog porijekla (* 1861.)
- 15. travnja – Robert Musil, austrijski književnik (* 1880.)
- 6. svibnja – Lilian Sheldon, engleska zoologinja (* 1862.)
- 16. svibnja – Bronisław Malinowski, britanski antropolog i etnolog poljskoga podrijetla (* 1884.)
- 28. travnja – Slavin Cindrić, hrvatski nogometaš (* 1901.)
- 21. lipnja – Mihovil Pavlek-Miškina, hrvatski književnik (* 1887.)
- 28. lipnja – Janka Kupala, bjeloruski književnik (* 1882.)

### Srpanj – rujan
- 30. srpnja – Sveti Leopold Mandić, hrvatski svetac (* 1866.)
- 5. kolovoza – Ante Jonić, narodni heroj Jugoslavije (* 1918.)
- 9. kolovoza – Edith Stein, katolička mučenica i svetica (* 1891.)
- 22. kolovoza – Mihail Fokin, ruski koreograf i baletan (* 1880.)
- 18. rujna – Ćiro Truhelka, hrvatski arheolog i povjesničar (* 1865.)
- 21. rujna – Nina Vavra, hrvatska glumica (* 1879.)

### Listopad – prosinac
- 13. listopada – Emilija Holik, hrvatska liječnica (* 1906.)
- 19. studenog – Bruno Schulz, poljski pisac i slikar (* 1892.).
- 27. studenoga – Hermann Harms – njemački taksonom i botaničar  (* 1870.)
- 27. prosinca – Jure Francetić, ustaški pukovnik (* 1912.).

### Nepoznat datum smrti
- Aleksej Troicki, ruski šahovski teoretičar (* 1866.)
- Nikola Zaninović, hrvatski operni pjevač (* 1878.)

## Nobelova nagrada za 1942. godinu
- Fizika: nije dodijeljena
- Kemija: nije dodijeljena
- Fiziologija i medicina: nije dodijeljena
- Književnost: nije dodijeljena
- Mir: nije dodijeljena

## Vanjske poveznice
|  | Zajednički poslužitelj ima još gradiva o temi 1942. |